# Сад Кійосумі
35°40′48″ пн. ш. 139°47′52″ сх. д. / 35.679944° пн. ш. 139.797722° сх. д.
Сад Кійосумі (яп. 清澄庭園, Кійосумі тейєн) — традиційний японський сад, розташований в районі Фукагава в Токіо. Сад був розпланований у 1878—1885 роках за бажанням Івасакі Ятаро — великого промисловця епохи Мейдзі, засновника компанії Міцубісиі.

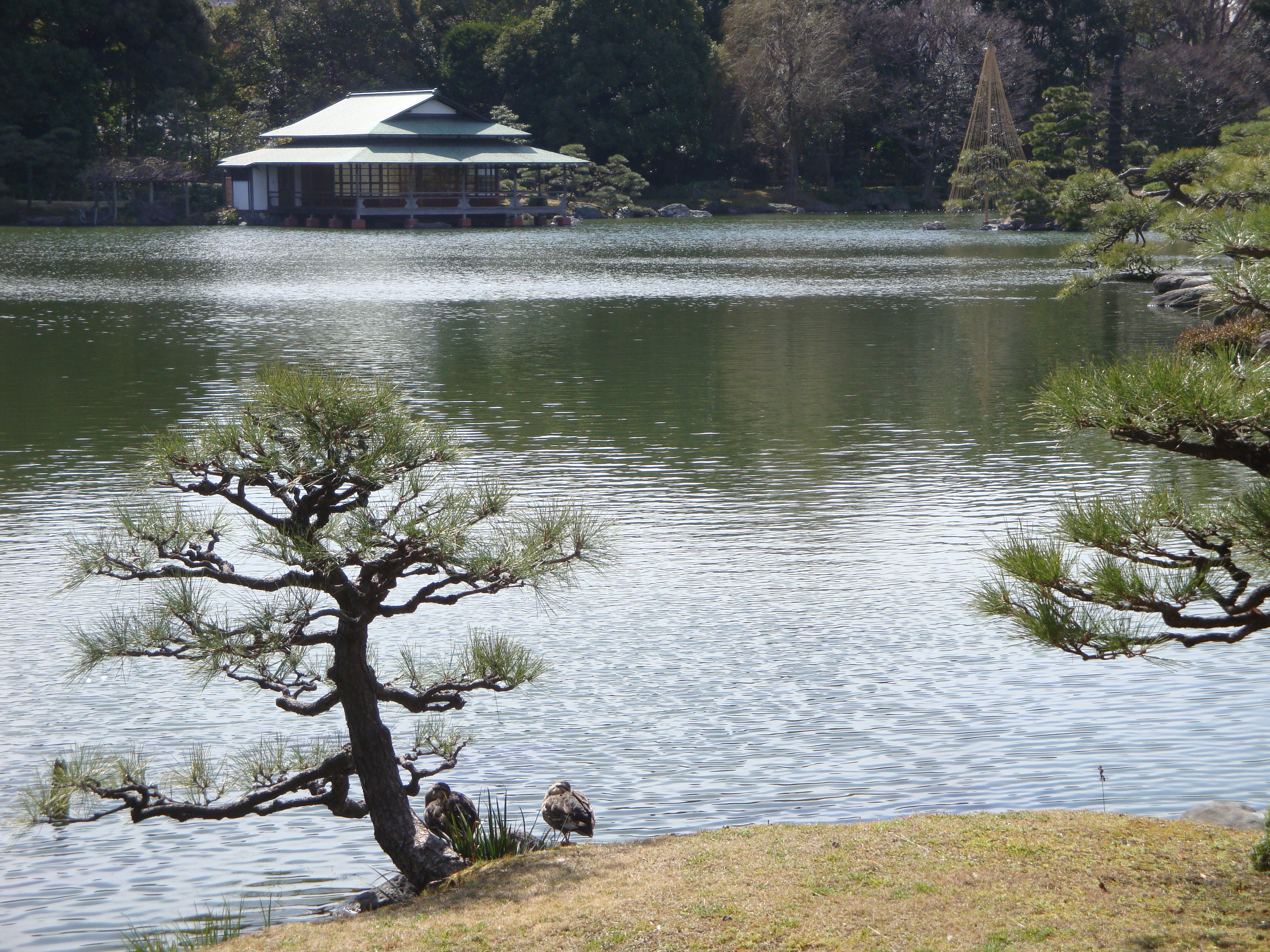
Сад Кійосумі: ставок і чайний будиночок

Сад розташований навколо величезного ставу, який прикрашають три великих острови і чайний будиночок. Прогулянкова доріжка живописно петляє уздовж берега, фактично тільки вузька смуга дерев, що ростуть по периметру ставка, відокремлює сад від галасливої вулиці Кійосума Дорі. У ставку живуть коропи, кілька видів черепах і безліч птахів: качки, чаплі, чайки, що прилітають з розташованої неподалік річки Суміда.
Неповторний вигляд саду Кійосумі надають камені. Сім'я Іватарі збирала по всій Японії красиві обкатані водою великі валуни, які були привезені сюди на пароплавах компанії Міцубісі. З цих каменів були побудовані штучні пагорби і сухі водоспади, дві послідовності рівних каменів утворюють доріжки по мілководдю — ісо-ватарі. Загальна кількість каменів, використаних для прикраси саду, настільки велика, що сад може сприйматися як сад каменів.
Сад займає площу близько 81 000 м².

## Історія саду
Згідно з однією з теорій, цей сад був частиною резиденції знаменитого ділового магната періоду Едо Кінокуніі Бунзаемон. У період Ке (1716—1736) сад став місцем проживання феодала Кузьо Яматонокамі з Секіядо, який побудував тут свій особняк в 1721 році. Саме в цей період сформувалася основна структура саду.
В епоху Мейдзі цю землю придбав Івасакі Ятаро, засновник фірми Міцубісі. У 1878 році він наказав відновити сад, щоб використовувати його для своїх співробітників і важливих гостей. Було зведено пагорби і безводні водоспади, завезено 55 величезних каменів зі всієї Японії. Сад був відкритий в 1880 році.
У 1923 році сад надав жителям Токіо притулок від пожеж, що сталися за Великим землетрусом Канто . А в 1932 році група Міцубісі подарувала цей сад місту, і після ремонтних робіт він був відкритий для публіки. 31 березня 1979 року цей сад був включений в «список мальовничих, історичних місць та природних пам'яток» Японії.

## Цікаві факти

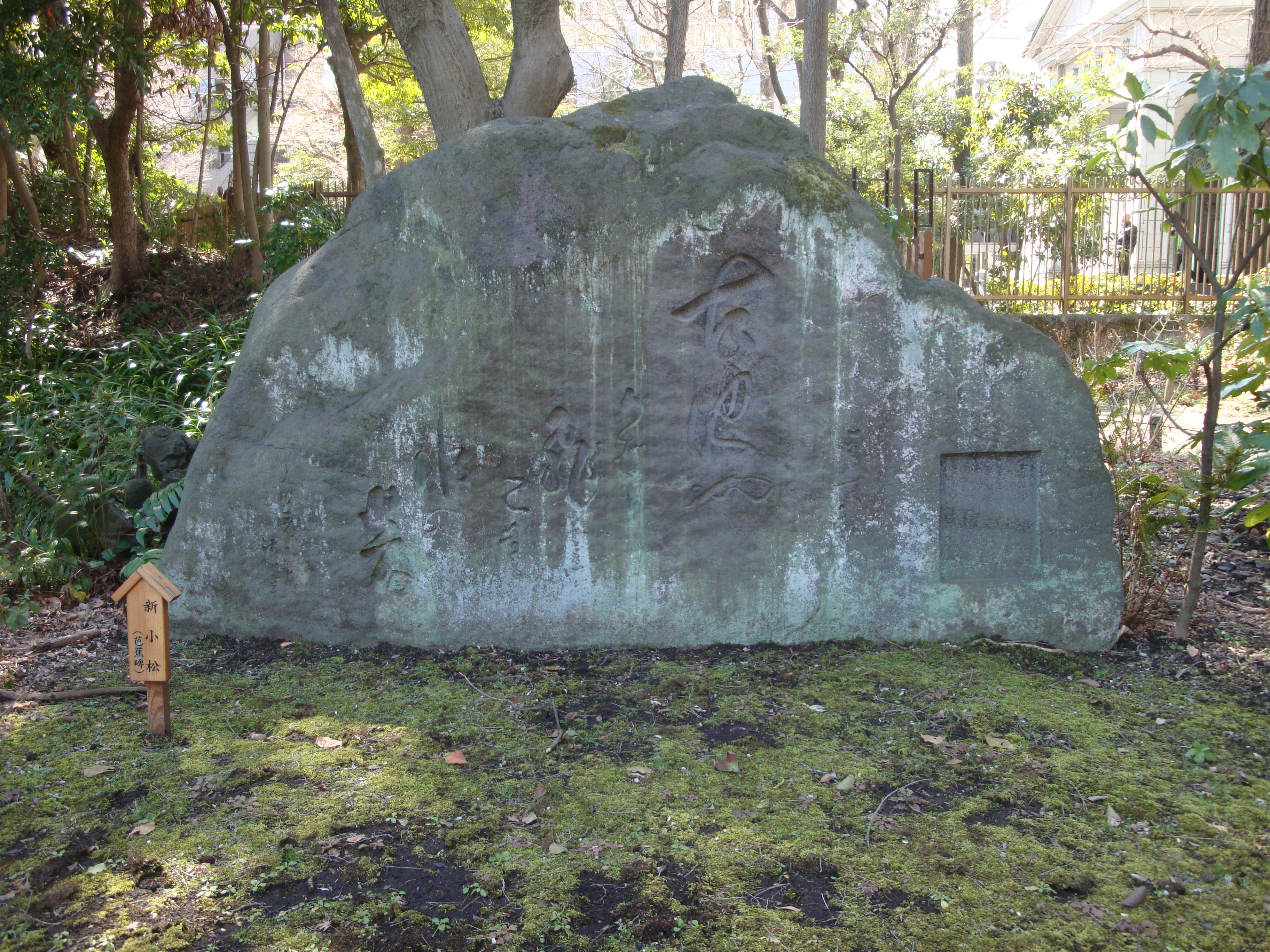
Камінь з хайку Мацуо Басьо

На невеликому просторі саду росте понад 4000 дерев, серед яких домінує сосна Тунберга (Pinus thunbergii), а пурпурові азалії, гортензії, іриси і дзвоноподібна вишня забезпечують колірну розмаїтість в будь-який час року.

## Галерея
|  |  |  |  |  |